# Sender Bonhoure
Der Sender Bonhoure war eine Sendeanlage der TDF in Bonhoure, einem Vorort von Toulouse. Sie ging 1986 in Betrieb und verwendete als Antennenträger einen 61 Meter hohen freistehenden Stahlfachwerkturm.
Am 2. September 2013 musste die Sendeanlage nach einem Urteil vom 4. März 2010 wegen Protesten der Bevölkerung stillgelegt werden, obwohl ursprünglich eine Betriebserlaubnis bis 2022 bestand. Die ausgestrahlten Programme wurden zum Sender Ramonville verlagert, der allerdings wegen erhöhter Strahlungswerte ebenfalls umstritten ist.

## Frequenzen und Programme

### Analoger Hörfunk (UKW)
Bis zur Einstellung des Sendebetriebs strahlte der Sender Bonhoure folgende Hörfunkprogramme aus:
| Frequenz (MHz) | Programm               | RDS PS   | RDS PI | Regionalisierung | ERP (kW) | Antennendiagramm rund (ND)/gerichtet (D) | Polarisation horizontal (H)/vertikal (V) |
| -------------- | ---------------------- | -------- | ------ | ---------------- | -------- | ---------------------------------------- | ---------------------------------------- |
| 88,1           | France Inter           | __INTER_ | F201   | −                | 2        | D                                        | H                                        |
| 91,1           | France Musique         | MUSIQUE_ | F203   | −                | 2        | D                                        | H                                        |
| 95,2           | Le Mouv'               | LE_MOUV  | F208   | –                | 5        | D                                        | H                                        |
| 96,3           | France Culture         | _CULTURE | F202   | –                | 2        | D                                        | H                                        |
| 96,9           | Beur FM                | BEUR_FM_ | F229   | Toulouse         | 1        | D                                        | V                                        |
| 101,0          | Radio Kol Aviv         | KOL_AVIV | F961   | –                | 1        | D                                        | V                                        |
| 104,3          | RMC                    | RMC_INFO | F216   | –                | 5        | D                                        | V                                        |
| 105,5          | France Info            | __INFO__ | F206   | –                | 5        | D                                        | H                                        |
| 107,2          | BFM Business           | __BFM___ | F227   | –                | 1        | D                                        | V                                        |
| 107,7          | Radio Vinci Autoroutes | R-TRAFIC | F222   | –                | 0,2      | D                                        | V                                        |

### Analoges Fernsehen (SECAM)
Bis der Umstellung auf DVB-T in der Nacht vom 27. auf den 28. September 2011 diente der Sendestandort weiterhin für analoges Fernsehen. Die Ausstrahlung von DVB-T erfolgt vom benachbarten Wasserturm Moscou (auch als Sender Toulouse-Lafilaire bekannt) des Senderbetreibers Towercast, dessen UKW-Sender ebenfalls am 2. September 2013 stillgelegt und zu einem Senderstandort auf dem Pech David verlagert werden mussten.
| Kanal | Frequenz (MHz) | Programm      | ERP (kW) | Sendediagramm rund (ND)/ gerichtet (D) | Polarisation horizontal (H)/ vertikal (V) |
| ----- | -------------- | ------------- | -------- | -------------------------------------- | ----------------------------------------- |
| 32    | 559,25         | France 5      | 0,5      | D (210–350°)                           | H                                         |
| 34    | 575,25         | M6            | 0,2      | D (210–350°)                           | H                                         |
| 37    | 599,25         | Télé Toulouse | 2        | D (210–350°)                           | H                                         |